# Alireza Mortazavi

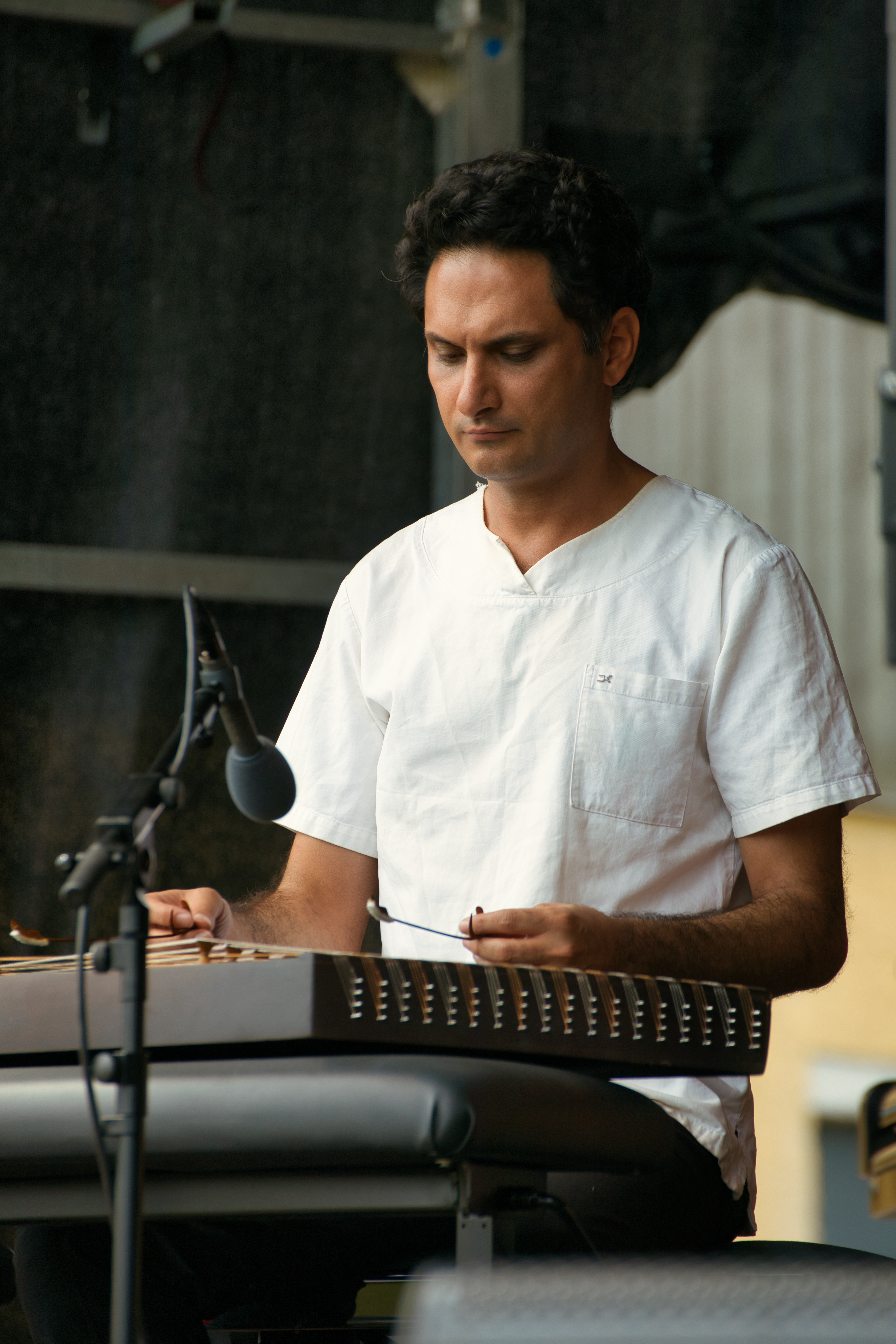
Alireza Mortazavi auf dem INNtöne Jazzfestival (2022)

Alireza Mortazavi (persisch عليرضا مرتضوي, * 17. September 1976 in Isfahan/Iran) ist ein persischer Avantgarde-Musiker, Komponist und Meister der Santur, die er seit seinem siebten Lebensjahr erlernte.

## Leben
Der Beginn der musikalischen Laufbahn von Alireza Mortazavi ist von der Zusammenarbeit mit seinem Bruder, dem Perkussionisten auf der Tombak und Daf, Mohammad Reza Mortazavi, geprägt. Bereits in jungen Jahren wurde Alireza als Interpret klassischer Werke geschätzt. Seine Virtuosität ist durch zahlreiche Auszeichnungen bestätigt worden. Seit dem Zusammentreffen mit westlicher Musik verlagerte sich sein musikalisches Interesse allmählich, reifte über die traditionelle Lehre hinaus und ermöglichte ihm die Entwicklung eines persönlichen Stils auf seinem Instrument. Er erweiterte sein klassisches Repertoire um moderne und zeitgenössische Musik.
Alireza Mortazavi studierte von 2001 bis 2003 Musikwissenschaften in Cremona (Italien).
Seine Konzertkarriere in Europa begann er mit der Teilnahme an einer Radiosendung des Bayerischen Rundfunks sowie Auftritten auf verschiedenen Musikfestivals in Italien und Deutschland. So trat er in 2003 auf dem Progetto Jazz in Cremona und mit seinem Bruder auf dem Tanz & Folk Fest TFF Festival in Rudolstadt auf. Dort wurde er zwar für RUTH, den deutschen Weltmusikpreis, nominiert, sein Bruder Mohammad Reza Mortazavi erhielt jedoch den Preis.
Als Alireza Mortazavi 2003 in den Iran zurückkehrte, wurde seine musikalische Kunst innerhalb eines intellektuellen Kreises kultiviert, der aus seinen Anhängern sowie Künstlern, Philosophen und Wissenschaftlern bestand. Mit ihnen teilte er das Streben nach einer neuen künstlerischen Strömung, die herkömmliche, künstlerische Standards ablehnt. Seine Interviews sind in Kulturzeitschriften wie Honare musighi (deutsch: Die Kunst der Musik) und Sharq (deutsch: Orient) erschienen.
Zur gleichen Zeit widmete er sich ebenfalls der Musikforschung und der Entwicklung einer speziellen Santur, die ihm erlaubt, alle Noten der westlichen, chromatischen Tonleiter ohne Umstimmen zu spielen und somit eine breite Skala an chromatischen Lösungen und Klängen zu erreichen. Bei dem von ihm entwickelten Musikinstrument handelt es sich um eine Santur von üblicher Größe, die zwar weiterhin in vier Positionen unterteilt ist, aber vierzehn schmalere Brücken besitzt.
Im Jahr 2007 wurde Alireza Mortazavi zusammen mit seinem Bruder Mohammad Reza Mortazavi für eine Reihe von Konzerten u. a. zum Festival der Improvisationsmusik Total Music Meeting nach Deutschland eingeladen
Im Sommer 2012 beschloss er, wieder in Italien zu leben und zog nach Turin, wo er an einem musikwissenschaftlichen Projekt an der DAMS (Discipline delle Arti, della Musica e dello Spettacolo) Kunstuniversität arbeitet.
Alireza Mortazavi hatte zahlreiche Vorstellungen bei italienischen Radiosendungen und Konzerten in Italien, Deutschland und der Schweiz. Er kooperierte mit Künstlern und Dirigenten wie Markus Stockhausen (Eternal Voyage/Live, 2018), Franco Battiato und dem Orchestra filarmonica di Arturo Toscanini in Parma.

## Musikstil
Die Musik von Alireza Mortazavi kann als „minimalistisch“ beschrieben werden. Ihre Originalität besteht in der extrovertierten Technik des Musikers und ist an den Gebrauch der verschiedenen Positionen des Instrumentes gebunden. Insbesondere handelt es sich um die vierte Position, die üblicherweise nicht benutzt wird, denn sie entspricht nicht der Grundtonleiter. Auch verwendet Alireza in seinen Kompositionen viele Spezialeffekte. Westliche Harmonien sind in seiner Musik stets präsent und werden als klarer Kontrast zu den Klängen mit markanter, orientalischer Prägung eingesetzt.

## Diskografie
Alireza Mortazavi hat zwei Alben bei Hermes Records, einem bedeutenden iranischen Musikverlag mit Spezialisierung auf ausgefallene Musiker, produziert.
- 2004: Gah o Bigah (Now and Then)
- 2008: Clouds (Eine Auswahl an Kompositionen von 20 bedeutenden Musikern aus dem asiatischen Raum, darunter Djivan Gasparian, einem armenischen Duduk-Spieler und Hossein Alizadeh, einem berühmten Interpreten auf Tar und Setar.)

## Auszeichnungen
- 1994 und 1998: bester Santurspieler beim Fajr Festival[2] in Teheran und Isfahan, Iran
- 1994: Ehrendiplom als bester Santurspieler und Solo Musiker beim National Festival in Maschhad, der zweitgrößten iranischen Stadt.
- 1998: Ehrenkonzert im Chehel Sotoun („Vierzig Säulen“) in Isfahan
- 2013: Preis premio Talento[3] dall’ Associazione Culturale Ca dj’Amis” in Turin, Italien. Der Preis wird ausschließlich an Musiker mit einer klassischen, westlichen Ausbildung vergeben.

## Bibliografie
- Die Santur und neue Horizont Artikel in der Zeitschrift “Hamshahri”, 6. Juni 2004
- Ein f-Moll, das kein Esfaha ist Interview mit dem Komponisten Alireza Mortazavi in der Wochenzeitung “Sharvand”, 17. Dezember 2006
- Ein Instrument zum Zuhöre, Artikel über das Santur-Piano von Alireza Mortazavi in der Zeitschrift Honare musighi „Die Kunst der Musik“, August 2009
- Hin zu einer neuen Definition der Schönheit, Interview mit dem Komponisten Alireza Mortazavi in der Tageszeitung “Sharq” (Orient), 20. Oktober 2010
- Meinungen von einigen bedeutenden Musikern aus Esfahan in der Zeitschrift Esfahane ziba „die schöne Isfahan“, März 2011
- Der Santur-Piano[4], in Share Ketab, 2. Dezember 2009.